# Tenório
Tenório là một đô thị thuộc bang Paraíba, Brasil. Đô thị này có diện tích 105,27 km², dân số năm 2007 là 2574 người, mật độ 24,5 người/km².